# Isoxya testudinaria
Isoxya testudinaria là một loài nhện trong họ Araneidae.
Loài này thuộc chi Isoxya. Isoxya testudinaria được Eugène Simon miêu tả năm 1901.